# Brokedown Palace
Brokedown Palace (Alternativtitel Brokedown Palace – Die Hoffnung stirbt zuletzt, Originaltitel Brokedown Palace) ist ein US-amerikanisches Filmdrama aus dem Jahr 1999.

## Handlung
Die Studentinnen und Jugendfreundinnen Darlene und Alice machen einen Urlaubstrip in Bangkok.
Hier lernen sie den australischen Software-Spezialisten Nick kennen, der den beiden aus einer misslichen Lage hilft. Gemeinsam planen sie, weiter nach Hongkong zu reisen. Nick sagt, dass er vorausfliegt und gibt den beiden Tickets für den Flug am nächsten Tag. Als Darlene und Alice etwas verspätet am Flughafen ankommen, tappen sie in eine Razzia der Flughafenpolizei. Diese finden bei den beiden Mädchen Päckchen von Heroin im Reisegepäck.
Die Mädchen kommen zunächst in U-Haft und werden später vor Gericht gestellt. Das Urteil: 33 Jahre Gefängnis.
Gemeinsam mit ihrem Verteidiger „Yankee“ Hank Greene rollen sie den Fall neu auf.
In der Zwischenzeit müssen sie versuchen, in einem unbarmherzigen Gefängnis, dem Brokedown Palace, zu überleben. Ein Fluchtversuch der beiden scheitert, und die Strafe wird um 15 Jahre verlängert.
Als ein Deal, den Hank für seine unschuldigen Mandantinnen aushandeln will, platzt, sieht Alice nur noch einen Ausweg, um wenigstens Darlene zu retten: sie nimmt die ganze Schuld auf sich und erklärt sich bereit, nicht nur ihre, sondern auch Darlenes Strafe abzusitzen. Darlene wird daraufhin begnadigt, und Alice bleibt alleine im Brokedown Palace zurück, in der Gewissheit, dass Darlene und Hank alles tun werden, um sie frei zu bekommen.

## Kritiken
James Berardinelli lobte auf „ReelViews“ die Darstellungen von Kate Beckinsale und Claire Danes, den Film jedoch bezeichnete er als „klischeehaft“, seine Dialoge als „nicht überzeugend“.
Die Deutsche Film- und Medienbewertung FBW in Wiesbaden verlieh dem Film das Prädikat wertvoll.

## Hintergrund
Der Film wurde in Thailand und auf den Philippinen gedreht.
Bei Kosten von 25 Millionen US-Dollar spielte der Film 10 Millionen US-Dollar ein.